# Криводол (дем Просечен)
Вижте пояснителната страница за други значения на Криводол.
Криводо̀л или Егрѝдерѐ (на гръцки: Καλλιθέα, Калитеа, до 1921 година Εγρή Δερέ, Егри Дере) е село в Гърция, дем Просечен на област Източна Македония и Тракия.

## География
Селото е разположено на 400 m надморска височина в източните склонове на планината Сминица (Меникио) край пътя Зиляхово - Просечен. В горния край на селото е студеният извор Ля̀сконица, от който води началото си река Серница, а на северозапад от селото, на границата със съседното Горенци имало друг извор и местност, наречени Ку̀манце.

## История

### Етимология
Според Йордан Н. Иванов формата Егри дере, която е по-популярна към 1912 година, е от турското igri dere, крив дол и е превод от старото българско Криводол, което също се пази сред бежанците от селото. Жителското име е егрѝжденин, егрѝжденка, егрѝжден.

### В Османската империя
В края на XIX век Криводол е село в Зъхненска каза на Османската империя. Известно е с мелниците и хубавата си вода. Гръцка статистика от 1866 година показва Ери дере (Ερί-Ντερέ) като село със 750 жители българи православни и 75 турци.
Александър Синве ("Les Grecs de l’Empire Ottoman. Etude Statistique et Ethnographique"), който се основава на гръцки данни, в 1878 година пише, че в Егри дере (Egri-déré) живеят 612 гърци.
В „Етнография на вилаетите Адрианопол, Монастир и Салоника“, издадена в Константинопол в 1878 година и отразяваща статистиката на населението от 1873 година, Егри дере (Egri-déré) е посочено като село със 172 домакинства и 75 жители мюсюлмани, 460 българи и 17 власи. эВ 1889 година Стефан Веркович (Топографическо-этнографическій очеркъ Македоніи) отбелязва Егри-дере като село със 124 български и 20 турски къщи.
В 1891 година Георги Стрезов пише:
| „ | Ери дере, на СИ от Скрижово 1 час и по-малко. Разположено е на хълмове, до Анджиста 1/2 час. Изкарват най-добър тютюн; между другите грозде и анасон. 2 гръцки църкви: „Св. Атанас“ и „Св. Петка“. Мъжко гръцко училище с 30 ученика. В Ери дере има 10 влашки къщи, 170 български. | “ |

Според статистиката на Васил Кънчов („Македония. Етнография и статистика“) в 1900 година в Егри дере живеят 1080 българи, 100 турци, 12 арнаути християни, 60 власи и 120 турци християни. По данни на секретаря на Българската екзархия Димитър Мишев („La Macédoine et sa Population Chrétienne“) в 1905 година в селото (Egri-Deré) има 1264 българи екзархисти и 72 власи.
На 23 януари гръцка чета напада край Сфелинос осем български първенци от Криводол - двама свещеници, четирима ази, църковният настоятел Ангел Петков и поляка, пътуващи към Зиляхово, и успява да убие Ангел Петков и да рани някои от другите.
След Младотурската революция в 1909 година жителите на Криводол изпращат следната телеграма до Отоманския парламент:
| „ | Селото ни, което се състои от 105 къщи български и 55 гъркомански, има едно училище и една черква. Гъркоманите, ползувайки се от благоволението на чиновниците през деспотическия режим, нарушиха закона и присвоиха си черквата и училището и ги считат за свои и до днес. Тъй като днес е минал вече периодът на произволите и грабителствата, молим да бъдат взети по този въпрос най-справедливи решения, каквито подобават на едно конституционно управление. Скрепено със селския печат. | “ |

При избухването на Балканската война в 1912 година един човек от Криводол е доброволец в Македоно-одринското опълчение.

### В Гърция
По време на войната Криводол е освободено от части на българската армия, но след Междусъюзническата война остава в Гърция. По време на Първата световна война, от август 1916 до края на септември 1918 г. селото е в границите на военновременна България. В края на 1916 година, българското училище в Егридере е възстановено. Към 1918 година селото има 300 къщи, от които 120 български, 100 български гъркомански, 60 турски и 20 гагаузки. Според Йордан Н. Иванов местните българи наричат гагаузите власи. В 1921 година името на селото е сменено на Калитеа.
В 1923 година по силата на Лозанския договор останалото мюсюлманско население се изселва от Криводол и в селото са настанени гърци бежанци. В 1928 година Криводол е представено като смесено местно-бежанско с 63 бежански семейства и 246 жители общо. Българското екзархийско население на селото се изселва в България на две вълни през 1918 – 1919 и през 1926 година и се заселва в Неврокоп и Неврокопско, Пазарджик и Пловдив. Потомци на българи гъркомани още живеят в Криводол.
След Гражданската война населението се изселва към големите градове. В селото се произвеждат тютюн, жито и други земеделски продукти, а населението се занимава и със скотовъдство.
| Име               | Име ((el))       | Ново име      | Ново име ((el)) | Описание                                                                                            |
| ----------------- | ---------------- | ------------- | --------------- | --------------------------------------------------------------------------------------------------- |
| Бос               | Μπὸς             | Рема Калитеас | Ρέμα Καλλιθέας  | Криводолската река, също така Лясконица или Лясковица, което е и изворът ѝ в горната част на селото |
| Картол Тасин      | Καρτὸλ Τασὶν     | Аетоврахос    | Αετόβραχος      | |
| Куманце           | Κουμάντσε        | Макриврахос   | Μακρύβραχος     | връх в Сминица З от Криводол                                                                        |
| Григара баир      | Γρηγάρα Μπαΐρ    | Амбелонес     | Ἀμπελῶνες       | |
| Кара орман        | Καρὰ Ὀρμὰν       | Макродасос    | Μακρόδασος      | |
| Чардак            | Τσαρντάκι        | Кремасто      | Κρεμαστό        | местност И от Криводол                                                                              |
| Рудена            | Ρούντενα         | Диаставросис  | Διασταύρωσις    | местност ЮИ от Криводол и С от Грачен                                                               |
| Армуцики          | ᾿Αρμουτσίκι      | Ахладиес      | ᾿Αχλαδιές       | |
| Комбоки чифлик    | Κομπόκι Τσιφλίκι | Агроктима     | Αγρόκτημα       | местност И от Криводол по десния бряг на Панега срещу Голям Семендрик                               |
| Дикили Таш        | Ντικιλί Τὰσ      | Ортопетра     | Ορθόπετρα       | местност СИ от Криводол, по левия бряг на Калина З от Малък Семендрик                               |
| Кютюк             | Κιουτούκι        | Ксиродендро   | Ξηρόδενδρο      | местност СИ от Криводол, по левия бряг на Панега                                                    |
| Герени            | Γκερένι          | Ипсодиктис 73 | Ὑψοδείκτης 73   | |
| Романка           | Ρωμάνκα          | Ромиу Вриси   | Ρωμιοῦ Βρύση    | извор СИ от Криводол при вливането на Лясконица в Панега                                            |
| Чукла или Чуклата | Τσούκλα          | Кастаниес     | Kαστανιές       | връх в Сминица (707 m), ЮЗ над Криводол                                                             |

| Година    | 1913 | 1920 | 1928 | 1940 | 1951 | 1961 | 1971 | 1981 | 1991 | 2001 | 2011 | 2021 |
| --------- | ---- | ---- | ---- | ---- | ---- | ---- | ---- | ---- | ---- | ---- | ---- | ---- |
| Население | 1328 | 1012 | 1432 | 1764 | 1392 | 1442 | 1392 | 726  | 592  | 626  | 378  | 279  |

## Личности
Родени в Криводол
- Анастасия Камбукова (Αναστασία Κομπόκη), гръцка андартска деятелка, агент от III ред[24]
- Атанаси Камбуков (Αθανάσιος Κομπόκης), гръцки андартски деец, агент от III ред, изгорен жив в 1892 година от българи, след като отказва да приеме Екзархията[24]
- Атанаси Самаров или Димов (Αθανάσιος Σαμαράς, Δήμου, ? – 1906), гръцки андартски деец, агент от III ред, убит в Криводол[24]
- Васил Камбуков (Βασίλειος Κομπόκης, ? – 1905), гръцки андартски деец
- Евангелия Камбукова (Ευαγγελία Κομπόκη), гръцка андартска деятелка, агент от трети ред[24]
- Константин Камбуков (Κωνσταντίνος Κομπόκης), гръцки андартски деец от I ред, четник в периода 1905-1908 година, къщата му е изгорена от екзархисти и в нея загиват родителите му и съпругата му[24]
- Константин Самаров или Димов (Κωνσταντίνος Σαμαράς, Δήμου), гръцки андартски деец, агент от III ред[24]
- Костадин Георгиев Петков, български военен деец, подпоручик, загинал през Втората световна война[25]
- Кръстю Костадинов, македоно-одрински опълченец, 3 рота на 15 щипска дружина[26]
- Никола Серпов (Νικόλαος Σέρπης), лекар и деец на гръцката пропаганда, четник и секретар в четата на Георгиос Янглис[24]
- Никола Нанов (Νικόλαος Τσαρούχας, Νάνου), гръцки андартски деец от III ред, сътрудник на гръцкото консулство в Сяр между 1904 и 1906 година, участва в запалването на тютюневите складове на българина Паско Мачкордов, а през декември 1905 година гони българите от местната църква, които искат да служат на български. По-късно е арестуван и екзекутиран с двамата си сина[27]
- Прокопи Камбуков (Προκόπιος Κομπόκης), гръцки андартски деец, агент от III ред, сътрудник на драмския митрополит Хрисостом и на гръцкото консулство в периода 1904-1907 година, убит е през март 1907 година[24] от Атанас Манганарев[28] и други българи пред къщата му[24]
- Сотир Камбуков (Σωτήριος Κομπόκης), гръцки андартски деец, агент от I ред[24]
- Тома Чирков (Θωμάς Τσίρκας), гръцки андартски деец, четник в четата на Андонис Критикос до 1905 г., след разпускането на четата подпомага Сярското гръцко консулство и има участие в опожаряването на тютюневите складове на Паско Мачкордов, арестуван е от османската власт и е затворен в Солун, но е освободен след Младотурската революция[29]